# Nagykáta
Nagykáta is een plaats (város) en gemeente in het Hongaarse comitaat Pest. Nagykáta telt 12991 inwoners (2001).